# 578-й истребительный авиационный полк ВВС ТОФ

Войсковая часть 56031 — ныне не существующая авиационная воинская часть Вооружённых Сил СССР, принимавшая участие во Второй мировой войне и в военном конфликте между Северной и Южной Кореей.

## Наименования части
Условное наименование — в/ч (п/п) 56031
Действительное наименование полка и его подчинённость за всю историю несколько раз менялась:
- 12-й истребительный авиационный полк 7-й истребительной авиационной бригады ВВС ТОФ
- 12-й истребительный авиационный полк 7-й истребительной авиационной дивизии ВВС ТОФ
- 53-й истребительный авиационный полк ВВС ВМФ (с 21.12.46 г.)
- 578-й истребительный авиационный полк ВВС ВМФ (с 25.05.48 г.)
- 578-й отдельный истребительный авиационный полк ВВС ВМФ (с 03.09.1952 по 16.02.1953 гг в оперативном подчинении штаба 64-го авиационного корпуса на территории КНР)
- 578-й истребительный авиационный полк ВВС ВМФ (в составе 7-й истребительной авиационной дивизии ВВС ТОФ)
- 578-й истребительный авиационный полк ВВС ВМФ (15.09.1956 передан в состав 147-й истребительной авиационной дивизии ВВС ТОФ).

## История полка
Войсковая часть 56031 сформирована 8 марта 1942 года в ВВС Тихоокеанского флота как 12-й истребительный авиационный полк по штату 030/256 на самолётах И-15бис и И-16, в составе 7-й истребительной авиабригады, с дислокацией в пригороде г. Владивосток на аэродромах Вторая Речка и Южное Угловое. Данное формирование было произведено в рамках реформирования авиации путём перевода с пятиэскадрильного на трёхэскадрильный штат (на ТОФ так было образовано 5 новых авиационных полков). Задачами полка было определено истребительное прикрытие города Владивостока и военно-морской базы.
В 1943 году 7-я истребительная бригада переформирована в 7-ю истребительную авиадивизию.
В период с 09.08.1945 по 03.09.1945 полк в составе дивизии принимал участие в боевых действиях против Японии. Выполнено 56 боевых вылетов, встреч с противником не было. На вооружении были самолёты Як-9.
После войны, в конце 1945 г. — начале 1946 года, в соответствии циркуляром НГШ ВМФ № 0059 от 05.10.1945 г., на ТОФ произошло разделение части сил, в частности, был образован Владивостокский морской оборонительный район. 7-я авиадивизия вместе с 12-м ИАП была переподчинена приказом Командующего ТОФ № 004 от 02.02.1946 года командованию МОР. В декабре этого года полк сменил действительное наименование на 53-й истребительный авиационный полк ВВС ВМФ (приказ Командующего ТОФ № 0025 от 21.12.1946 года).
25.05.1948 года полк переименован в 578-й истребительный авиационный полк ВВС ВМФ (циркуляр НГМШ ВМС № 0042 от 09.04.1948 г.).
По состоянию на 01.01.1952 года в полку имелись на вооружении самолёты Ла-11. Полк продолжал входить в состав 7-й истребительной авиадивизии ВВС 5-го ВМФ, с дислокацией на аэродроме Центральная Угловая. В январе этого года направлен на переучивание на МиГ-15.
В августе 1952 года в Китай для участия в боевых действиях в Корее направляется 578-й истребительный авиационный полк. В Китай убыл только лётный состав полка, без материальной части и средств обеспечения. Организационно 578-й отдельный ИАП был передан в оперативное подчинение командованию 64-го авиационного корпуса. Местом дислокации полка был определён Китайский аэродром Андунь. Это был первый из двух авиационных полков Тихоокеанского флота, побывавшей на Корейской войне.
Нужно признать, что успехи этого полка в небе Кореи оказались весьма скромными. Сказалась недостаточная подготовка морских лётчиков к ведению манёвренного воздушного боя и слабая слётанность в боевых порядках эскадрилий и полка. Всего за семь месяцев командировки в Китай лётчиками 578-го ИАП было выполнено 946 боевых вылетов, проведено 20 групповых воздушных боёв, сбито 4 самолёта противника, и ещё 2 «Сейбра» повреждено. Собственные потери составили: погибшими — два лётчика (И. В. Мещеряков, И. И. Постников), и 11 самолётов. Командировка продолжалась с 03.09.1952 по 16.02.1953 гг.
После командировки полк вернулся в Приморье и вновь вошёл в состав 7-й авиадивизии. 15.09.1956 полк из состава 7-й ИАД ВВС ТОФ передан в 147-ю ИАД, которая была переподчинена флоту из 54-й Воздушной армии Приморского военного округа, а 7-я ИАД передана во вновь формируемую Отдельную Дальневосточную армию ПВО. Местом дислокации полка определён аэродром Коммуна им. Ленина. 
31.12.1958 578-й истребительный авиационный полк ВМФ расформирован (директива ГШ ВМФ № ОМУ/1/27345 от 06.10.1958 г.).

## Командиры полка
- Денисов, Алексей Александрович, майор (март — сентябрь 1942)
- Манжосов, Дмитрий Иванович, капитан, с 5.12.1942 майор (сентябрь 1942 — ноябрь 1943)